# Luis Carranza Siles
Luis Carranza Siles (Sucre, Bolivia; 1918 - 1993) fue un maestro, filósofo y dramaturgo boliviano. Es conocido ampliamente por sus obras de teatro y sus obras sobre filosofía y pedagogía. Hoy sus obras siguen siendo de vital importancia dentro de los planes académicos de educación superior, no solo de Sucre, sino en todo el país.

## Reseña biográfica
Nace en 1918 en la capital de Bolivia, Sucre. En 1941 concluye sus estudios en la Normal de Sucre, hoy conocida como Escuela Superior de Formación de Maestros Mariscal Sucre, titulándose con honores como Maestro de Filosofía y Letras. Ejerció la docencia en la ciudad de Oruro y posteriormente en la misma institución superior donde se tituló, como docente de filosofía, desde 1946 a 1981. Fue rector de la misma institución en 1969 hasta 1971. 
Fundó el Teatro Universitario de Sucre y más tarde sería director del Teatro del Instituto Cultural Boliviano-Alemán.
Luis Carranza Siles falleció el año de 1993 en su ciudad natal.

## Obras y pensamiento
Luis Carranza Siles dedicó gran parte de su obra, si no la totalidad, a adaptar y establecer un sistema de enseñanza claro y progresivo para el estudio de la filosofía, tanto para el estudiantes de esta misma como para estudiantes de colegio. Carranza Siles hace principal énfasis a la explicación de la lógica, la dialéctica, la axiología, la ontología, la gnoseología, la metafísica y la antropología. Como el afirma: "La educación debe conducir al hombre a situaciones de superioridad".
En sus obras puede distinguirse ciertos rasgos materialistas, pudiendo considerarlo uno de los pocos teóricos materialistas bolivianos de la época. Además del legado y el gran aporte que dejó con sus obras pedagógicas y filosóficas, también apunta y señala con una característica picardía e ironía, críticas a la sociedad y a los partidos políticos. 
Escribió obras de teatro y obras literarias sobre filosofía y pedagogía:
- Muñecos de trapo, la dramática insurgencia de la mujer (1990)
- Lógica y dialéctica (1948)
- Fundamentos filosóficos de la educación (1963)
- Antropología y proyección (1975)
- Antropología filosófica (1979)
- Teoría sociológica del conocimiento (1983)
- Cartas a un maestro (1990)

En más de una ocasión sus obras literarias fueron adaptadas para su representación teatral.